# Gunnar Fellenius
Henrik Anders Gunnar Fellenius, född 12 april 1915 i Göteborg, död 2002, var en svensk tecknare.
Han var son till distriktskassören Daniel Fellenius och Margit Sjöstedt. Fellenius studerade konst vid Leon Welamsons målarskola 1937-1940 och vid Otte Skölds målarskola 1946-1947 samt vid Art Center School i Hollywood. 